# Claudio Dini
Claudio Dini (Milano, 10 luglio 1938) è un architetto italiano.

## Biografia
Conseguita la maturità classica, nel 1957 si iscrive alla facoltà di Architettura del Politecnico di Milano. Ancora studente lavora per un anno presso lo Studio BBPR e inizia la propria attività di progettazione, svolgendo anche incarichi redazionali e di consulenza su tematiche dell'architettura d'interni e del disegno industriale. Nel 1963 inizia l'attività didattica come assistente del professore Ignazio Gardella presso l'Istituto universitario di architettura di Venezia. Lì, conseguita la libera docenza nel 1971, ottiene l'incarico di Composizione architettonica II. L'anno successivo, abbandona l'attività didattica.  
Nel 1982, con i suoi collaboratori Gianfranco Mannini e Umberto Capelli, costituisce lo “Studio Dini Architettura e Associati” che nel 1988 si modifica in “Studio Dini-Capelli Architettura”.
Nel 1987 viene nominato presidente della Metropolitana Milanese, carica che ricopre per un quinquennio e che lo vedrà coinvolto nelle note vicende del 1992 sul finanziamento illecito dei partiti politici nel cui merito, come appurato dalla sentenza della sezione VIII penale del Tribunale di Milano pronunciata il 07.05.1996, risulterà che  “l'imputato non ha mai trattenuto alcunché a titolo di arricchimento personale … non ha mai partecipato personalmente alla gestione delle dazioni di denaro erogate dalle imprese a seguito dell'assegnazione degli appalti.” 
Nel 2001, rientrato stabilmente a Milano dopo una pausa di 5 anni, riprende l'attività di progettista, tuttora attivo, occupandosi di strutture alberghiere, di ristrutturazioni edilizie nei paesi baltici, di un delicato progetto di totale ricostruzione nel quadrilatero della moda milanese e di cospicui edifici residenziali nonché del concorso per la banca centrale d'Albania a Tirana.

## Opere e progetti significativi
- 1966 Progetto di ampliamento e ristrutturazione di una villa liberty, Laveno (Varese)
- 1967 Residenza unifamiliare e completo riassetto del parco circostante, Laveno (Varese)
- 1973-75 Revisione tipologica e arredamento di sette appartamenti tipo, Segrate (Milano)
- 1975 Milano 2 – Albergo e residence Jolly Hotel, Segrate (Milano) coll. U. Capelli
- 1975 Restauro, ristrutturazione e arredamento dell'ala di una residenza settecentesca, Arcore   (Milano)
- 1979 Complesso edilizio per uffici, piazzale Loreto, Milano coll. U. Capelli e G. Mannini
- 1980 Progetto di strumenti urbanistici esecutivi, quartiere Garibaldi, Milano coll. E.Gentili Tedeschi, A. Caruso, F. Colombo, P. De Amicis, A. Drugman, G. Daolio, S. Mattia, E. Memeo, E. Robbiani
- 1981 Progetto di un villaggio turistico, isola di Cavallo (Corsica) coll. U. Capelli e G. Mannini
- 1982 Complesso residenziale, via Lodovico il Moro, Milano coll. U. Capelli e G. Mannini
- 1983 Agenzia della Banca Nazionale del Lavoro, via T. Grossi, Milano coll. U. Capelli
- 1984 Stazioni della Linea 3 della Metropolitana Milanese coll. U. Capelli
- 1986 Centro direzionale e commerciale Milano Oltre, Segrate (Milano)
- 1986 Agenzia della banca Monte dei Paschi di Siena, via Canova, Milano coll. U. Capelli e I. Favata
- 1987 Complesso industriale e terziario Mediolanum Farmaceutica, via S. Giuseppe Cottolengo, Milano coll. U. Capelli
- 1987 Progetto per la ristrutturazione del complesso immobiliare Enel, Porta Volta, Milano con U. Capelli; in coll. P.L. Spadolini, G. Spadolini
- 1988 Progetto di un complesso residenziale, commerciale e terziario, via G. Segantini, Milano coll. U. Capelli
- 1988 Complesso alberghiero Ibis e Novotel e piazzale antistante con fontana, viale Cà Granda, Milano coll. U. Capelli
- 1989 Complesso residenziale, industriale, terziario e commerciale Torri Bianche, Vimercate (Milano) coll. U. Capelli[1]
- 2003 Progetto di ristrutturazione ad uso commerciale dell'ex Garage Traversi, Milano[2]
- 2003 Progetto di ristrutturazione del complesso alberghiero e residenziale Hotel Angst, Bordighera (Imperia)
- 2004 Complesso residenziale Torri Stella, area Portello, Milano
- 2004 Complesso residenziale Condominio dei Laghi, via Filelfo/Trebazio, Milano[3]
- 2008 Concorso internazionale per la riqualificazione e l'ampliamento della Banca d'Albania, Tirana, Albania 2º classificato